# Georg Fleischer der Ältere

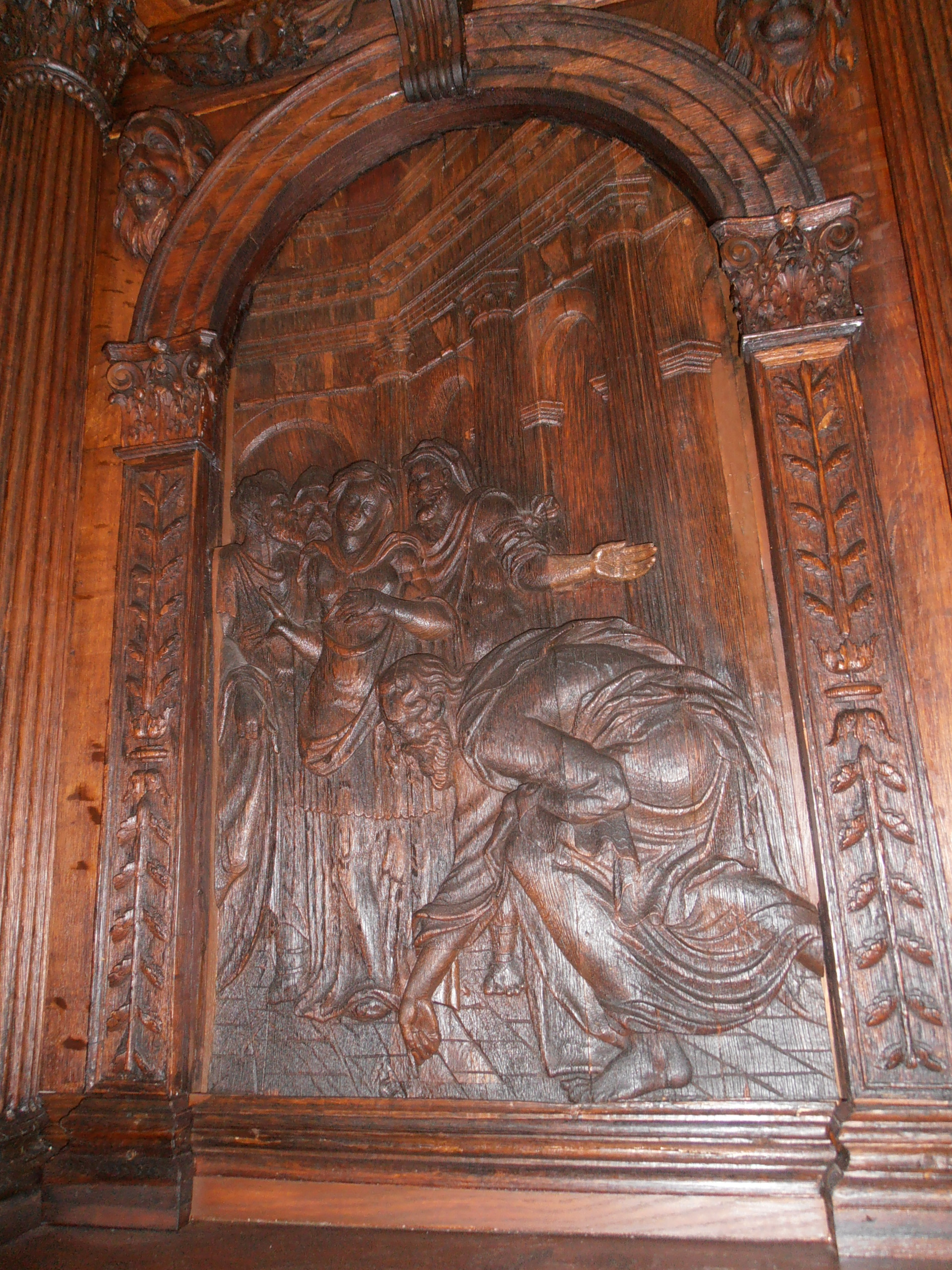
Mittelrelief (Original) der Eichentür des Dresdener Schlosskapellenportals mit der Szene von Christus und der Ehebrecherin (dat. 1556)

Georg Fleischer der Ältere (* um 1535 in Annaberg; † 1604 in Dresden) war ein deutscher Bildschnitzer und Hoftischler, der vor allem für den kursächsischen Hof der Renaissance in Dresden arbeitete.

## Leben
Georg Fleischer wurde in Annaberg geboren. Er war ein Bildschnitzer und Kunsttischler, der ab 1550 für den Dresdener Hof unter Kurfürst August von Sachsen und seinem Nachfolger Christian II. arbeitete. Dazu gründete er eine große Werkstatt. Immer wieder schuf er auch szenische Holzbildwerke nach Entwürfen des italienischen Hofmalers Benedetto Tola, der 1549 zusammen mit zwei Brüdern nach Dresden gekommen war.
Georgs Bruder war der Bildschnitzer Markus Fleischer (gest. 1605), der Esther Walther, die Tochter des Dresdener Bildhauers Christoph Walther I geheiratet hatte. Damit war er der Schwager des Bildhauers und Werkstattinhabers Hans Walter II, der einen Großteil der Arbeiten an dem Portal der Schlosskapelle ausführte, für das Georg 1556 die Holztür anfertigte.
Georg Fleischer war ab 1577 im Dresdner Zeughaus als Ältester der Tischler und Büchsenmacher angestellt, ab 1582 nur noch als Tischler beschäftigt.
1595 erhielt Fleischer ein Gnadengehalt von 40 Gulden, da “jetzt mit Bildschnitzen nicht mehr so viel zu gewinnen sei, als früher”. 1602 wurde dieses auf 100 Gulden aufgestockt, da Fleischer nunmehr seit 50 Jahren ununterbrochen für den Hof tätig gewesen sei. 1603 erließ man ihm die Summe von 150 Gulden, die er der Rentkammer schuldete. Georg Fleischer führte auch eine umfangreiche Reparatur der Drechselbank Kurfürst Augusts aus, auf Grund derer er andere Aufträge zurückstellen musste.
Georgs Sohn David übernahm nach dem Tod seines Vaters dessen Stelle am Hof mit einer Besoldung von 100 Gulden. Er zeichnete für mindestens zwei Holzkassettendecken im Dresdner Schloss verantwortlich, die sich ehemals in Gemächern des dritten Obergeschosses befunden haben und 1892 in das Vorzimmer und sich anschließende Wettinzimmer versetzt wurden. Diese Decken verbrannten bei der teilweisen Zerstörung des Dresdner Schlosses 1945. Ein weiterer Sohn Georgs war Hieronymus, der ebenfalls das Tischlerhandwerk erlernte. Dieser ist als Verfertiger der Decken in den kurfürstlichen Gemächern im Stallgebäude dokumentiert. Ein weiterer Sohn war Georg Fleischer der Jüngere, der 1610 und 1613 als Bildschnitzer und als Bildhauer in den Dresdener Quellen auftaucht.

## Werke
- 1550–1553: Arbeiten mit 10 Gesellen und 2 Lehrlingen an den Holzdecken des erweiterten Dresdener Residenzschlosses
- 1556 (inschr. dat.): Holztür für das Portal der Schlosskapelle des Dresdener Residenzschlosses. Hier besonders das zentrale Relief „Christus mit der Ehebrecherin“, dem wahrscheinlich ein Entwurf von Benedetto Tola zugrunde liegt. Original heute im Museum.[8]
- 1559: Holzmodell (nicht erhalten) für das Kenotaph von Kurfürst Moritz, dessen Ausführung 1563 aufgestellt wurde. Der Entwurf stammte von dem Hofmaler Benedetto Tola in Verbindung mit dessen Bruder Gabriel Tola. 1563 schnitze Georg Fleischer das Gussmodell für das Kruzifix auf dem Kenotaph.[9]
- 1560: Kassettendecke im Wettinzimmer im Dresdener Residenzschloss (1945 zerstört)
- 1571: Entwurf für ein Spottbildes, das eine sechspfündige Kanone zierte in Form zweier „sich um die päpstliche Tiara raufender Pfaffen“[10]
- 1574: Die figürlichen Teile des ehemaligen Altares der Kirche des Schlosses Freudenstein in Freiberg (erhalten sind nur noch die geschnitzten lebensgroßen Figuren Kurfürst August und Kurfürstin Anna gesegnet von Gottvater (Stadt- und Bergbaumuseum Freiberg))[11]
- 1589: Gussmodel (Gussform) für Ofenplatten für das kurfürstliche Stallgebäude[12]
- 1593: geschnitzter Rahmen (nicht erhalten) für ein Porträt von Kurfürst Christian I. als Auftrag seiner Witwe Sophie von Sachsen (gemalt von Zacharias Wehme) für 200 Gulden[13]
- 1594: Figurenschlitten in Gestalt eines Schwanes für Heinrich von Hagen[14]
- 1604: lebensgroße Skulptur eines Pferdes für die Rüstkammer[15]
- Reh- und Hirschköpfe für die kurfürstlichen Jagdschlösser[16]

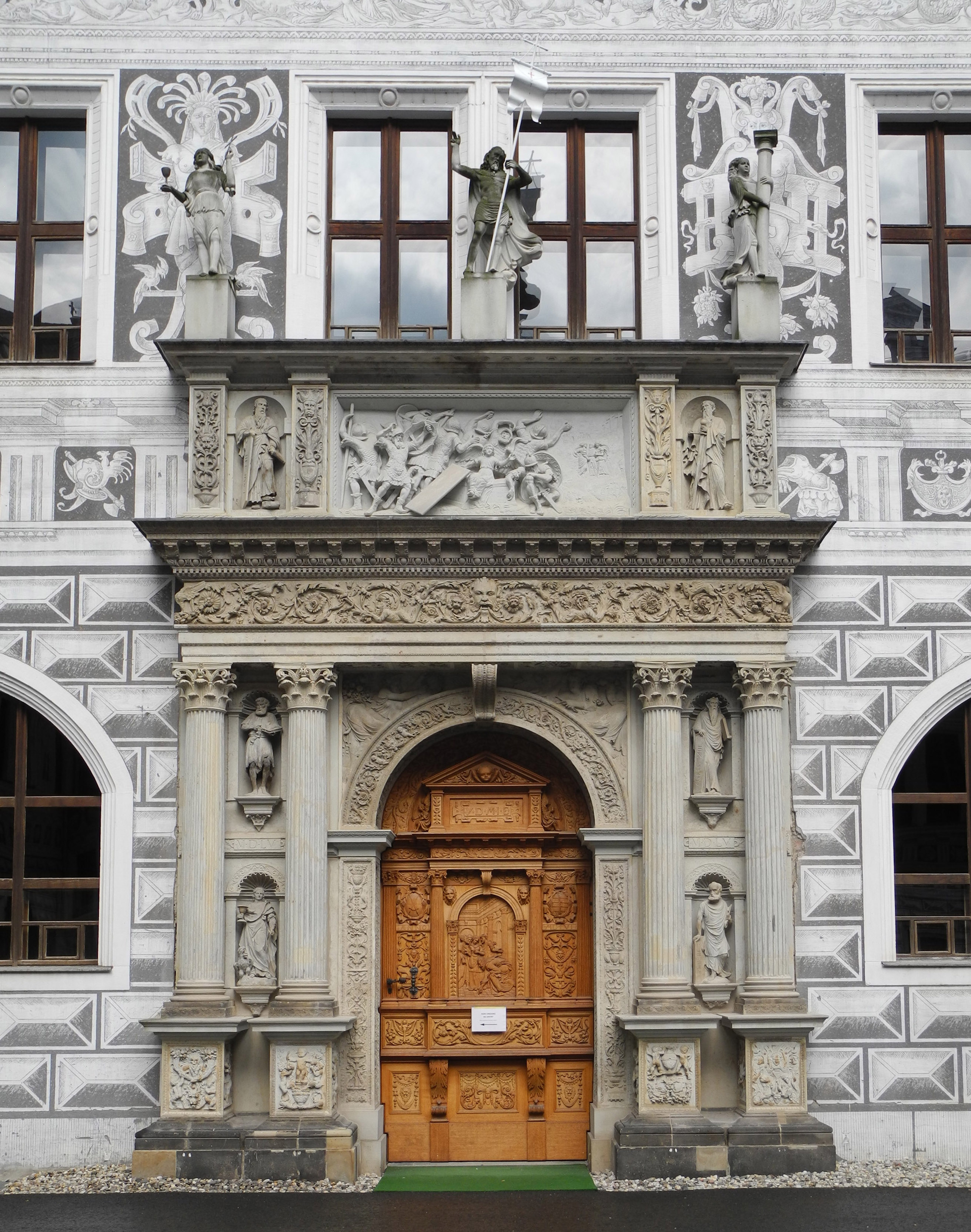
Portal der Schlosskapelle des Dresdener Residenzschlosses mit der kopierten Tür von Georg Fleischer d. Ä. (1556)
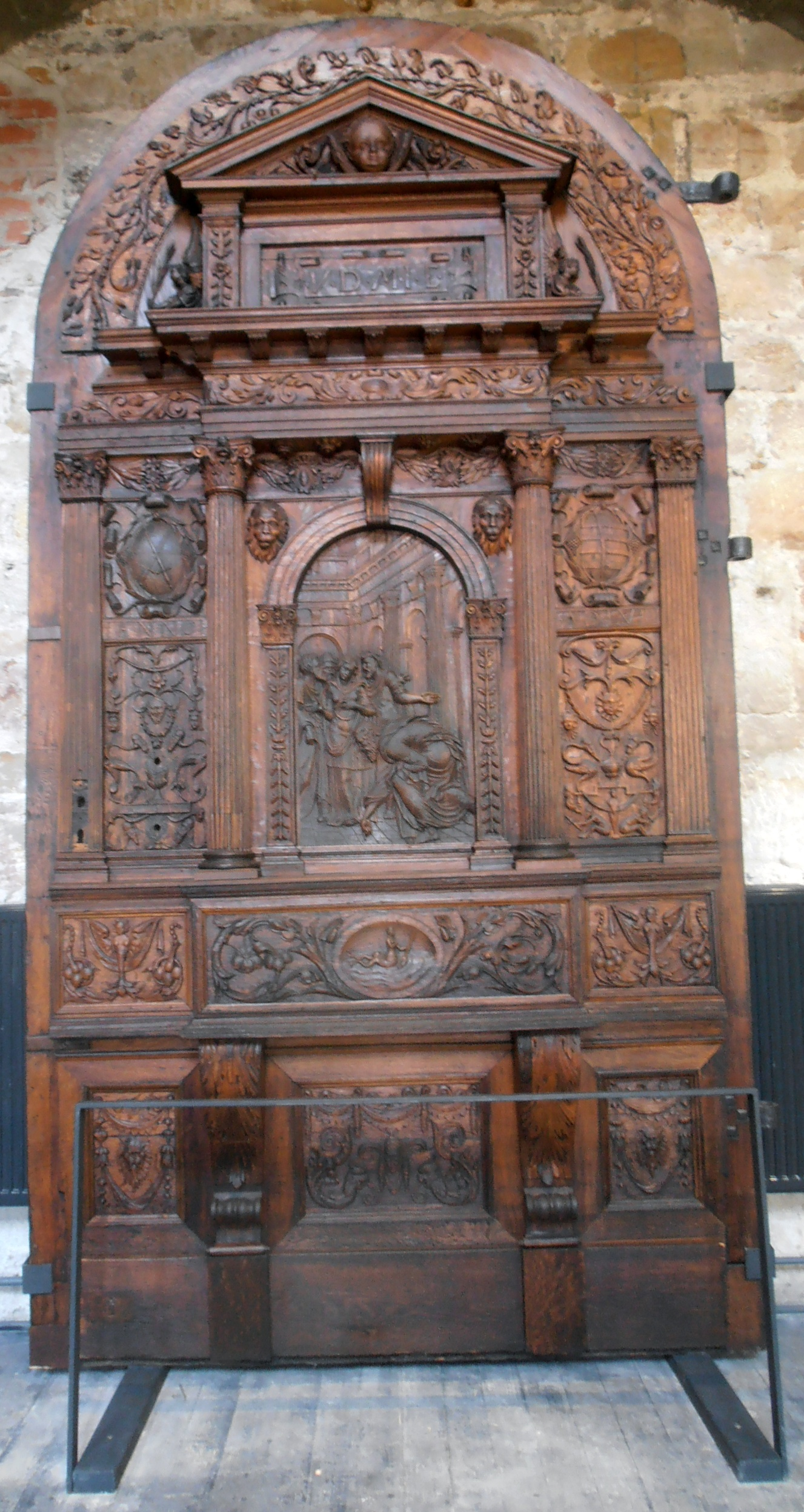
Original der Holztür der Schlosskapelle des Dresdener Residenzschlosses (1556)
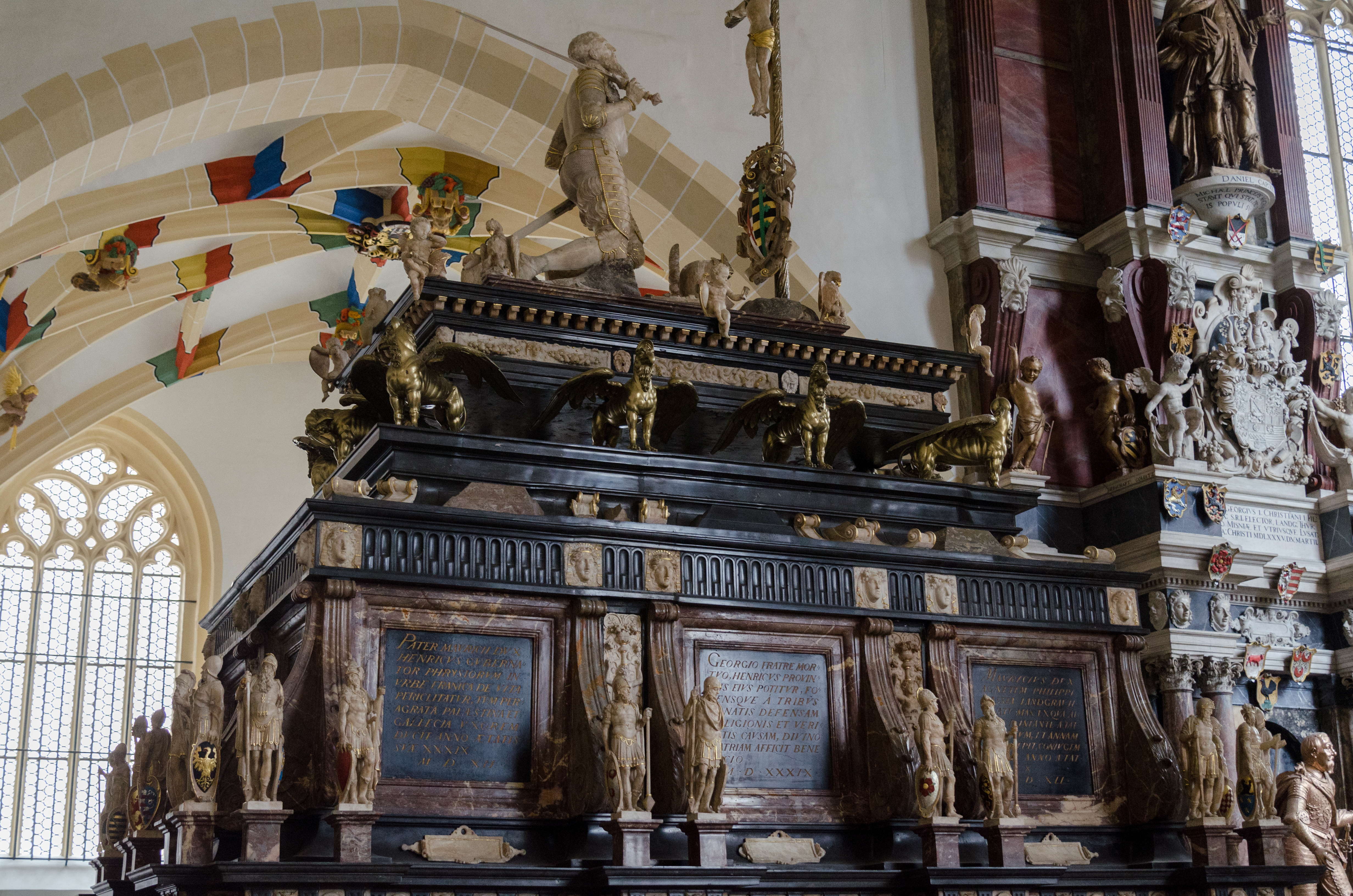
Kenotaph des Moritz von Sachsen im Freiberger Dom (Holzmodell von Fleischer 1559, Aufstellung 1563)
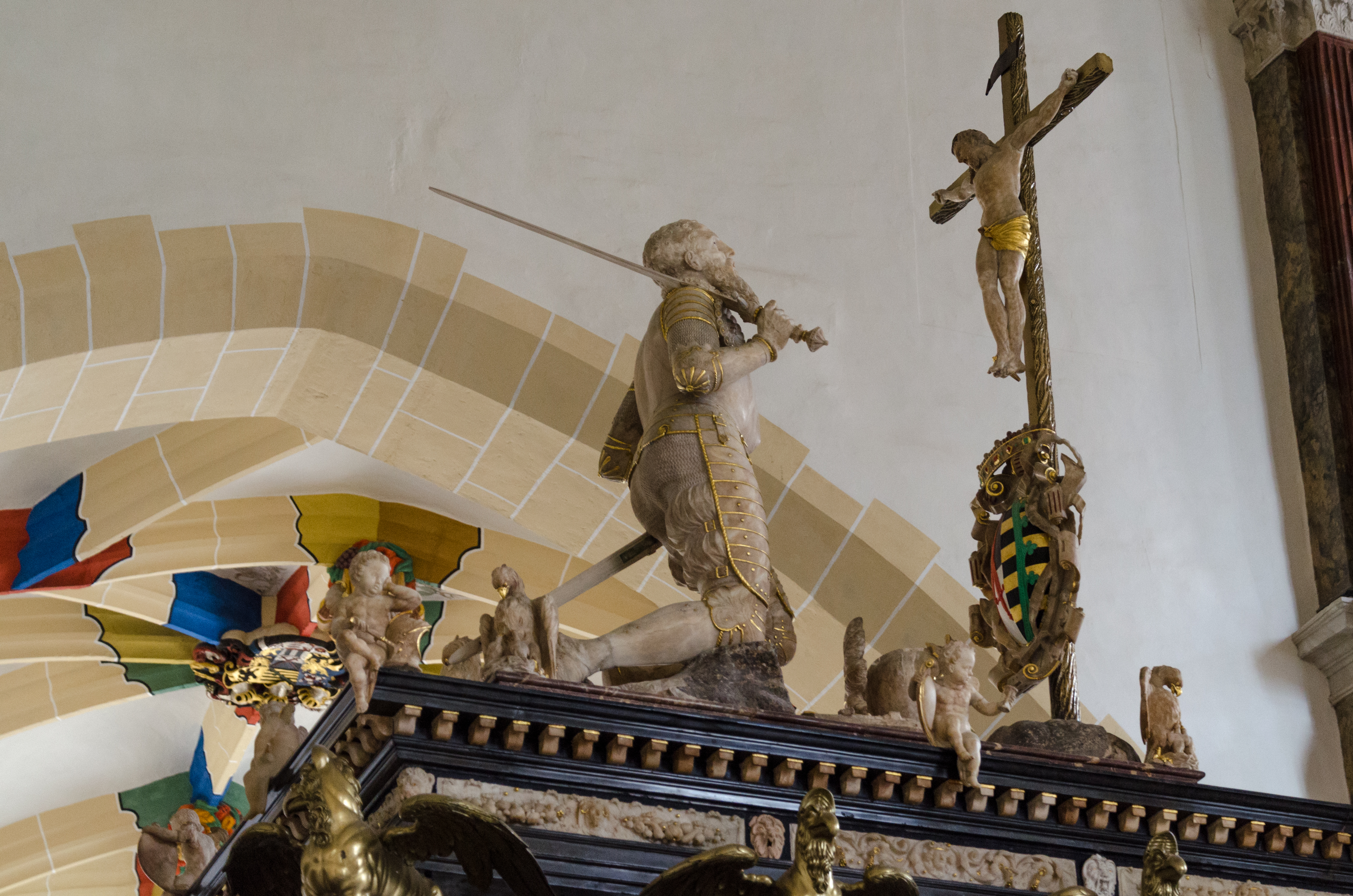
Kruzifix auf dem Kenotaph des Moritz von Sachsen im Freiberger Dom (Gussmodell von Fleischer 1563)